# Callitriche
Callitriche era el único género de la familia Callitricheaceae. Sin embargo en el Sistema APG II de 2003 ha sido incluido en la familia Plantaginaceae.

## Especies
- Callitriche autumnalis
- Callitriche brutia
- Callitriche cophocarpa
- Callitriche fassetti
- Callitriche hamulata
- Callitriche hermaphroditica
- Callitriche heterophylla
- Callitriche longipenduculata
- Callitriche marginata
- Callitriche obtusangula
- Callitriche palustris
- Callitriche pedunculosa
- Callitriche peploides
- Callitriche platycarpa
- Callitriche stagnalis
- Callitriche terrestris